# Campionati del mondo di ciclismo su strada 2012 - Cronometro a squadre maschile
La cronometro a squadre maschile dei Campionati del mondo di ciclismo su strada 2012 fu corsa il 16 settembre 2012 nei Paesi Bassi, tra Sittard e Valkenburg, su un percorso totale di 53,2 km. La squadra belga Omega Pharma-Quickstep vinse la gara con il tempo di 1h03'17".
Per la prima volta una gara dei Campionati del mondo di ciclismo su strada fu riservata alle squadre di club e non alle nazionali.

## Squadre partecipanti
| N.      | Cod. | Squadra                     |
| ------- | ---- | --------------------------- |
| 1-6     | SKY  | Sky Procycling              |
| 11-16   | OGE  | Orica-GreenEDGE             |
| 21-26   | BMC  | BMC Racing Team             |
| 31-36   | OPQ  | Omega Pharma-Quickstep      |
| 41-46   | GRM  | Garmin-Sharp                |
| 51-56   | RNT  | RadioShack-Nissan           |
| 61-66   | RAB  | Rabobank Cycling Team       |
| 71-76   | KAT  | Katusha Team                |
| 81-86   | MOV  | Movistar Team               |
| 91-96   | STB  | Team Saxo Bank-Tinkoff Bank |
| 101-106 | VCD  | Vacansoleil-DCM             |
| 111-116 | AST  | Astana Pro Team             |
| 121-126 | LIQ  | Liquigas-Cannondale         |
| 131-136 | LTB  | Lotto-Belisol Team          |
| 141-146 | LAM  | Lampre-ISD                  |
| 151-156 | ARG  | Argos-Shimano               |

| N.      | Cod. | Squadra                      |
| ------- | ---- | ---------------------------- |
| 161-166 | RVL  | RusVelo                      |
| 171-176 | FDJ  | FDJ-BigMat                   |
| 181-186 | ALM  | AG2R La Mondiale             |
| 191-196 | EUS  | Euskaltel-Euskadi            |
| 201-206 | TSV  | Topsport Vlaanderen-Mercator |
| 211-216 | TT1  | Team Type 1-Sanofi           |
| 221-226 | ASA  | Acqua & Sapone               |
| 231-236 | COF  | Cofidis, le Crédit en Ligne  |
| 241-246 | RB3  | Rabobank Continental Team    |
| 251-256 | SAU  | Saur-Sojasun                 |
| 261-266 | OPT  | Optum Pro Cycling p/b KBS    |
| 271-276 | TIK  | Itera-Katusha                |
| 281-286 | CCC  | CCC Polsat Polkowice         |
| 291-296 | ADR  | Adria Mobil                  |
| 301-306 | CJR  | Caja Rural                   |
| 311-316 | MTN  | MTN Qhubeka                  |

## Classifica (Top 10)
| Pos. | Squadra                | Tempo    |
| ---- | ---------------------- | -------- |
| 1    | Omega Pharma-Quickstep | 1h03'17" |
| 2    | BMC Racing Team        | a 3"     |
| 3    | Orica-GreenEDGE        | a 47"    |
| 4    | Liquigas-Cannondale    | a 1'04"  |
| 5    | Rabobank Cycling Team  | a 1'08"  |
| 6    | Movistar Team          | a 1'18"  |
| 7    | Katusha Team           | s.t.     |
| 8    | RadioShack-Nissan      | a 1'21"  |
| 9    | Sky Procycling         | a 1'32"  |
| 10   | Garmin-Sharp           | a 1'35"  |